# Stâncășeni
Stâncășeni – wieś w Rumunii, w okręgu Vaslui, w gminie Voinești. W 2011 roku liczyła 203 mieszkańców.